# Aminoacyltransférase

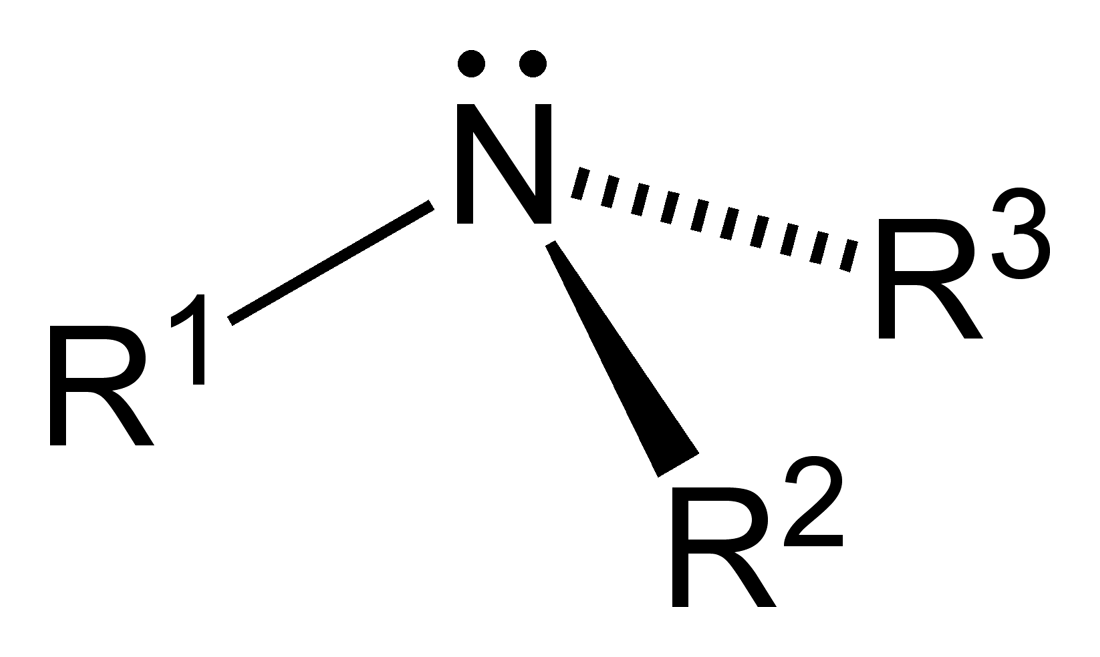
Structure typique d'une amine

Les aminoacyltransferases sont des enzymes de la classe des acyltransférases qui agissent sur les composés amino-acylés.
Elles forment une sous-classe des acyltransférases, EC 2.3.2.